# NetherRealm Studios
NetherRealm Studios je americké vývojářské studio vlastněné společností Warner Bros. Games. Studio, vedené veteránem herního průmyslu a spolutvůrcem herní série Mortal Kombat Edem Boonem, má na starosti vývoj bojových her z herních sérií Mortal Kombat a Injustice.

## Historie
Dne 12. února 2009 vyhlásilo studio Midway Games ve Spojených státech bankrot dle kapitoly 11. Následně dne 10. července téhož roku společnost Warner Bros. odkoupila „v podstatě veškerý majetek“, včetně her Mortal Kombat, This Is Vegas a organizační struktury Midway Games. Přestože Warner Bros. poté uzavřela většinu chicagského sídla studia Midway Games a vývojářská studia v San Diegu a Newcastlu, ponechala si chicagské studio, které se stalo součástí společnosti Warner Bros. Interactive Entertainment (dnes Warner Bros. Games). Zbytek studia byl o několik dní později přejmenován na WB Games Chicago a dne 20. dubna 2010 došlo k jeho oficiálnímu přejmenování na NetherRealm Studios.
Prvním titulem NetherRealm Studios byl devátý díl série Mortal Kombat, který vyšel v dubnu 2011. Jejich prvním titulem s originálním duševním vlastnictvím byla hra Injustice: Gods Among Us, vydaná v roce 2013 a založená na DC Universe. Úspěch obou her umožnil vývoj příslušných pokračování, Mortal Kombat X z roku 2015 a Injustice 2 z roku 2017. NetherRealm Studios se také podílelo na vývoji mobilních verzí her Batman: Arkham City Lockdown, Batman: Arkham Origins a WWE Immortals pro Android a iOS. Následujícím významným titulem byla hra Mortal Kombat 11, která byla vydána 23. dubna 2019. Dne 18. října 2022 studio NetherRealm Studios oznámilo, že pracuje na hře Mortal Kombat: Onslaught, filmové sbírce mobilních RPG her, která měla vyjít v roce 2023. Hra vyšla 17. října 2023.
V červenci 2024 bylo oznámeno, že došlo k uzavření mobilní divize studia a propuštění nejméně 50 zaměstnanců. Studio oznámilo, že hra Mortal Kombat: Onslaught bude ukončena v říjnu 2024.

## Vyvinuté hry
| Rok  | Titul                           | Platfoma(y)                                                                               | Poznámky |
| ---- | ------------------------------- | ----------------------------------------------------------------------------------------- | --- |
| 2011 | Mortal Kombat                   | Windows, PlayStation 3, PlayStation Vita, Xbox 360                                        | Verzi pro Microsoft Windows vyvinulo studio High Voltage Software                                                                            |
| 2011 | Mortal Kombat Arcade Kollection | Windows, PlayStation 3, Xbox 360                                                          | |
| 2011 | Batman: Arkham City Lockdown    | Android, iOS                                                                              | |
| 2013 | Injustice: Gods Among Us        | Windows, PlayStation 3, PlayStation 4, PlayStation Vita, Wii U, Xbox 360, Android, iOS    | Verze pro PlayStation 4 a Microsoft Windows vyvinulo studio High Voltage Software Verzi pro PlayStation Vita vyvinulo studio Armature Studio |
| 2013 | Batman: Arkham Origins          | Android, iOS                                                                              | |
| 2015 | Mortal Kombat X                 | Windows, PlayStation 4, Xbox One                                                          | Verze pro Microsoft Windows nejprve portována studiem High Voltage Software, později studiem QLOC                                            |
| 2015 | Mortal Kombat Mobile            | Android, iOS                                                                              | |
| 2015 | WWE Immortals                   | Android, iOS                                                                              | |
| 2017 | Injustice 2                     | Windows, PlayStation 4, Xbox One, Android, iOS                                            | Verze pro Microsoft Windows portována studiem QLOC                                                                                           |
| 2019 | Mortal Kombat 11                | Windows, Nintendo Switch, PlayStation 4, PlayStation 5, Xbox One, Xbox Series X/S, Stadia | Verze pro Microsoft Windows portována studiem QLOC Verze pro Nintendo Switch portována studiem Shiver Entertainment                          |
| 2023 | Mortal Kombat: Onslaught        | Android, iOS                                                                              | |
| 2023 | Mortal Kombat 1                 | Windows, PlayStation 5, Xbox Series X/S, Nintendo Switch                                  | Verze pro Microsoft Windows portována studiem QLOC Verze pro Nintendo Switch portována studii Shiver Entertainment a Saber Interactive       |

## Kontroverze
Krátce po vydání hry Mortal Kombat 11 se objevilo několik nezávislých prohlášení bývalých zaměstnanců, kteří upozornili na údajné pracovní praktiky a celkové podmínky během vývoje posledních čtyř her. Popsali prostředí studia jako toxické, s častými případy genderové diskriminace a extrémního pracovní nasazení. V květnu 2019 vydalo studio prohlášení, ve kterém uvedlo: „Ve studiu NetherRealm Studios si velmi vážíme všech našich zaměstnanců a snažíme se vytvářet pozitivní pracovní prostředí. Jako zaměstnavatel podporující rovné příležitosti podporujeme rozmanitost a neustále podnikáme kroky ke snížení pracovního přetížení. Aktivně prošetřujeme všechna obvinění, protože tyto záležitosti bereme velmi vážně a neustále pracujeme na zlepšení našeho firemního prostředí. Zaměstnanci mají k dispozici důvěrné způsoby, jak mohou vznést jakékoli obavy nebo problémy.“ Bezprostředně po tomto prohlášení poskytlo studio všem zaměstnancům volný víkend.
Ve stejném měsíci informoval web Kotaku o psychické zátěži, kterou vývojáři zažívali při vývoji nadměrně násilných videoher. Jeden z vývojářů podrobně popisoval, jak tým často používal jako referenční materiál obrázky a videa vražd nebo porážek zvířat, což způsobovalo noční můry a nakonec nespavost, s diagnózou posttraumatické stresové poruchy.